# Львівська шахова школа
Льві́вська ша́хова шко́ла — збірна назва для позначення сукупності шахістів, що пройшли у Львові становлення як гравці, або представляли Львів чи Львівську область на шахових турнірах. За підрахунками тренера Володимира Грабінського у місті до 2010 року було виховано 33 міжнародних гросмейстери. Серед відомих представників школи: гравці Леонід Штейн, Василь Іванчук, Олександр Бєлявський, Олег Романишин, Йосип Дорфман, Андрій Волокитін, Адріан Михальчишин, Степан Попель, Францішек Сулік, Генрик Фрідман, Михайло Олексієнко, Марта Літинська, Анна Музичук, Марія Музичук, Катерина Лагно, Наталія Букса,  тренери Віктор Желяндинов і Віктор Карт.

## Австро-Угорщина
Інавгураційна першість Львівського Клубу Шахістів відбулася восени 1894 року. Першості мали різні правила та часто були гандикапні через нерівний склад учасників. У першому турнірі, проведеному за традиційними правилами в 1895 році, переміг Ігнац фон Попель, другим був Калікст Моравський. Серед призерів змагання був Александер Вагнер (4-е місце), що в майбутньому стане відомим шаховим теоретиком. Серед відомих львівських гравців у період до Першої світової війни також були Тадеуш Буяк, Казімєж Вейдліх, Адольф Гауке, Еміль Ґросс, Александер Осуховський, Оскар Пйотровський та письменник і літературний критик Кароль Ірзиковський.

## Польща
У 1920-х роках серед найсильніших шахістів міста були, зокрема Калікст Моравський, Оскар Пйотровський, Степан Попель, Генрик Фрідман і Тадеуш Ільницький.

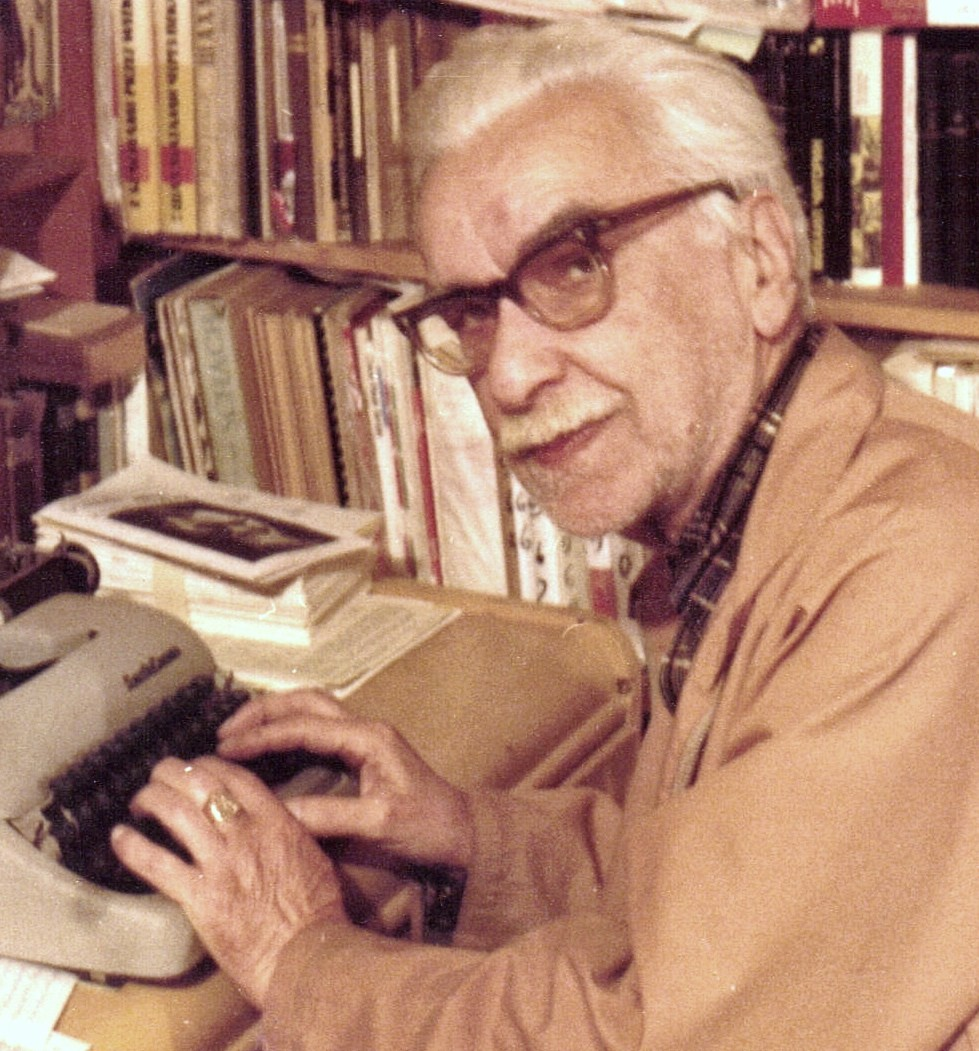
Степан Попель

Восени 1925 року при спортовому товаристві «Україна» ентузіасти організували шаховий гурток, що згодом переріс у шахову секцію товариства «Україна». Найсильнішим тогочасним українцем-шахістом Львова був Степан Попель. Товариство майже щороку проводило відкриті першості міста, де міг зіграти кожен охочий. Через деякий час з ініціативи Степана Попеля шахова ланка СТ «Україна» перетворилася на окреме Товариство Українських Шахістів, що в міжклубних змаганнях Львова довгий час займало місця серед лідерів. Членами ТУШ були, зокрема шаховий проблеміст Теодор Кукич, судовий радник В. Барусевич і його син Осип Барусевич, інженер Р. Дуда, отець Є. Кордуба, Михайло Липовий, Володимир Прокопович, Михайло Романишин (батько шахіста Олега Романишина), Мирослав Турянський, Орест Слободян — президент Львівської окружної федерації шахів, музичні композитори Зиновій Туркевич і Лев Туркевич.
У Львові було 3 українські шахові клуби: УТТ I, «Україна» та «Тризуб». Також існували клуби «Hetman» (пол. Ферзь) і «Світязь».
У 1928 році засновано Львівську окружну федерацію шахів (пол. Lwowski Okręgowy Związek Szachowy). Її друкованим органом був «Шаховий огляд» (пол. Przegląd Szachowy).
Серед найсильніших шахістів міста 1930-х років: Генрик Фрідман, Ісаак Шехтер, Степан Попель, Францішек Сулік, Тадеуш Ільницький, Едвард Герстенфельд та один із провідних шахових композиторів Європи Мар'ян Вуйцік.
Протягом 1933—1935 і 1938—1939 років у місті виходив шаховий місячник «Szachista». Редакторами були Генрик Фрідман і Степан Попель.
Після захоплення Галичини радянськими військами всі спортивні та, зокрема, шахові клуби ліквідовано.
У період німецької окупації спортивне життя дещо пожвавилося, поновило свою діяльність спортове товариство «Україна». Відбулася низка турнірів, що зібрали найсильніших шахістів Західної України. Так, наприклад, у командній першості Львова 1943 за команду «Тризуб» виступав чемпіон СРСР 1927 року Федір Богатирчук. У турнірі найкращих шахістів Галичини 1943 року призерами стали: 1-2. Степан Попель і Мирослав Турянський — по 11,5 очок з 14; 3-4. Михайло Романишин і Лев Туркевич — по 11 очок.

## Радянський Союз
У повоєнний час діячами, що організовували у Львові шаховий рух, були Михайло Романишин, Теодор Кукич і Павло Яцино. Також проживаючи у Львові в період 1944—1952 років вагомий внесок у післявоєнне відновлення Львівської шахової школи вніс відомий теоретик Олексій Сокольський, який представляючи Львів, шість разів брав участь в чемпіонатах України, двічі при цьому посідаючи 1 місце у 1947 та 1948 роках. У 1952 році він переїхав до Мінська.
Найбільшим талантом львівських шахів 1950-х—1960-х років став Леонід Штейн. Він тричі вигравав найсильнішу національну першість світу — чемпіонат СРСР (1963, 1965, 1966/1967), а також двічі чемпіонат України 1960 і 1962 років. Леонід Штейн був одним із претендентів на боротьбу за титул чемпіона світу. У перших своїх двох відбіркових циклах Штейн добре грав у міжзональних турнірах, але його не включали до турніру претендентів через «правило трьох», згідно з яким туди проходило лише 3 гросмейстери з одної країни. У третьому циклі в додатковому мікротурнірі він набрав рівну кількість очок з іншими двома гросмейстерами, але мав нижчий коефіцієнт Бергера, тому знову не потрапив до турніру претендентів.

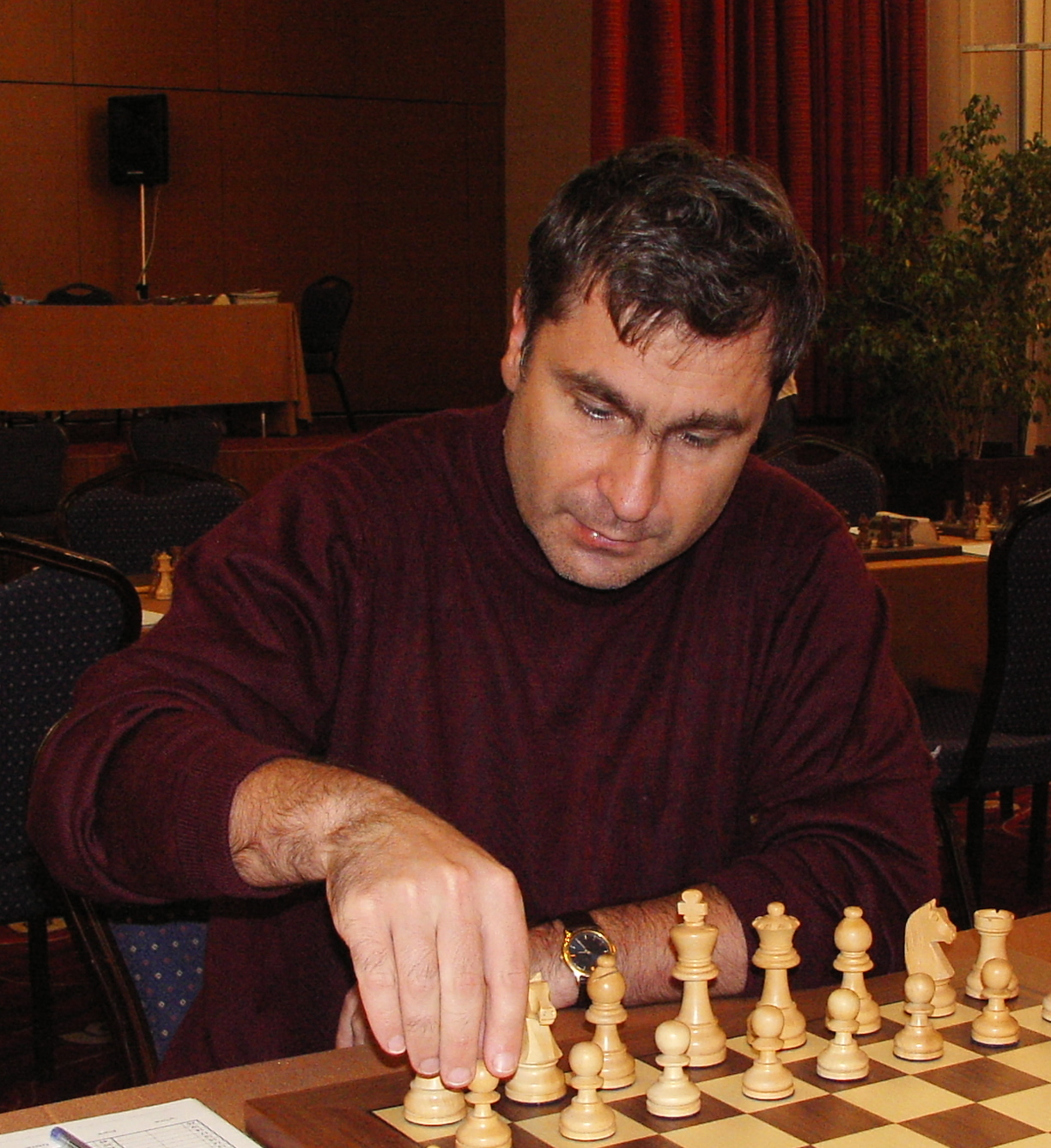
Василь Іванчук

Успіхи Штейна зробили шахи ще популярнішими у Львові. Львівські тренери Віктор Карт і Віктор Желяндінов розвинули таланти цілої плеяди майстрів: Адріан Михальчишин (чемпіон СРСР серед школярів 1971; тренер чемпіона світу Анатолія Карпова в матчі 1984 року проти Гаррі Каспарова), Марта Літинська (чемпіонка СРСР 1972), Олександр Бєлявський (чемпіон СРСР 1974, 1980/1981, 1987, 1990), Олег Романишин (чемпіон Європи серед юнаків 1973), Йосип Дорфман (чемпіон СРСР 1977).
У 1974 році у Львівському інституті фізичної культури відкрито відділення шахової спеціалізації (вперше в Україні). Тут навчались багато відомих шахістів з інших міст, таких як: Олександр Бєлявський, Михайло Гуревич, Василь Іванчук, Олександр Шнейдер, Юрій Круппа, Андрій Максименко, Олександр Сулипа, Орест Грицак, Віталій Голод, Ірина Левітіна та ін.
Збірна УРСР, основу якої становили львів'яни, виграла Спартакіаду народів СРСР 1979 року. Чемпіонками УРСР ставали представниці Львова Ірина Челушкіна (1982, 1987) та Зоя Лельчук (Попова) (1986).
Василь Іванчук виграв чемпіонат Європи серед юнаків 1987, протягом 23 років у період з 1988 по 2011 роки  входив в десятку найсильніших шахістів світу за рейтингом Ело (тричі був другим). У 2002 році став віце-чемпіоном світу, у фіналі поступившись українцеві Русланові Пономарьову. Чемпіон Європи 2004 року, чемпіон світу з бліцу 2007 року, чемпіон світу зі швидких шахів 2016 року. Чотириразовий переможець шахових олімпіад — 1988 та 1990 роках у складі збірної СРСР, 2004 та 2010 роках у складі збірної України.

## Україна

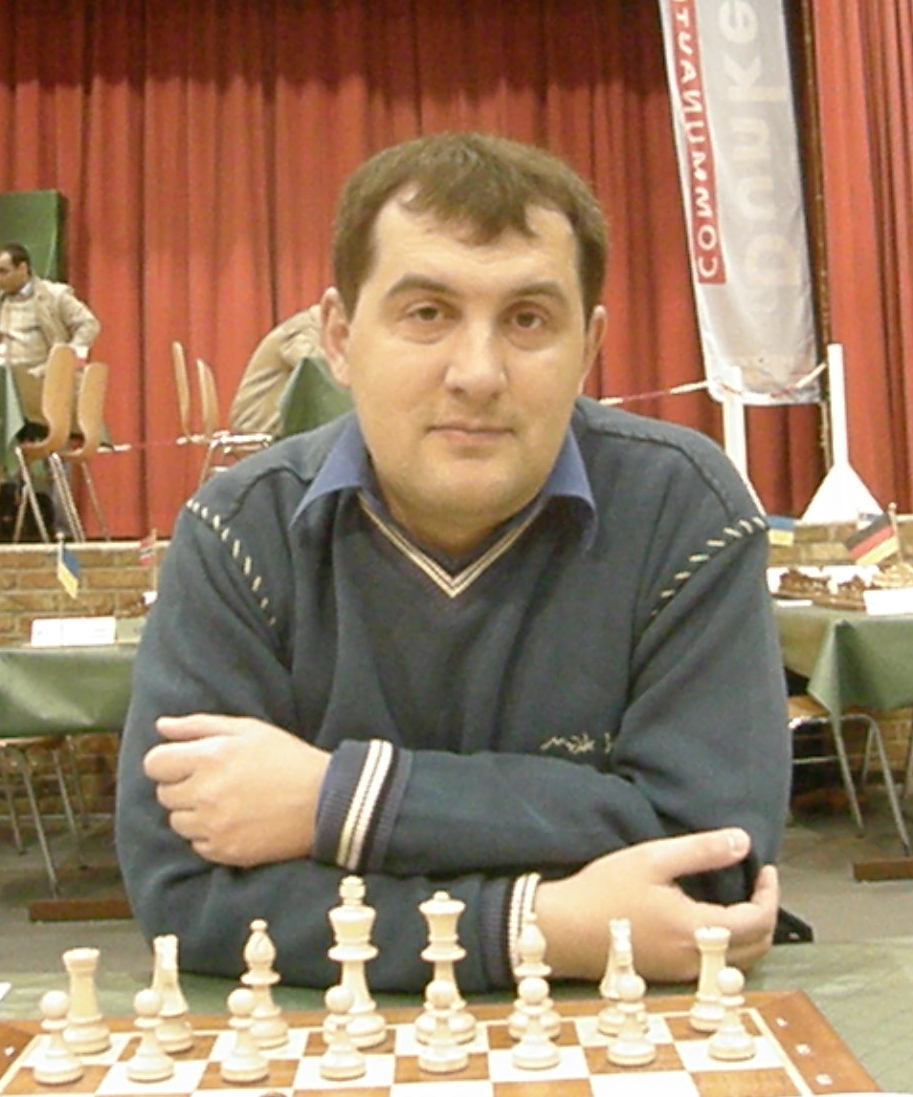
Заслужений тренер України Володимир Грабінський виховав 10 міжнародних гросмейстерів

Чемпіонати незалежної України серед чоловіків вигравали представники Львівської області Орест Грицак (1993), Андрій Волокитін (2004, 2015, 2021), Юрій Криворучко (2013) та Михайло Олексієнко (2016), а серед жінок — Марта Літинська (1995), Анна Музичук (2003, 2014), Марія Музичук (2012, 2013) та Наталя Букса (2018, 2020).
Уродженка Стрия Анна Музичук свою перемогу в чемпіонаті України серед жінок здобула у віці 13 років, що стало рекордним досягненням. 2010 року шахістка виграла чемпіонат світу серед дівчат віком до 20 років, у 2017 році стала віці-чемпіонкою світу, також вона дворазова чемпіонка світу серед жінок з блискавичних шахів (2014, 2016) та чемпіонка світу серед жінок зі швидких шахів (2016). У складі жіночої збірної України переможниця шахової олімпіади 2022 року, срібна призерка 2018 року та бронзова призерка шахових олімпіад 2014 та 2016 років. Починаючи з 2009 року входить у десятку найсильніших шахісток світу. Анна Музичук живе у Львові, є громадянкою України, впродовж 2004—2013 років виступала за команду Словенії.
Марія Музичук (молодша сестра Анни) — 15-та чемпіонка світу із шахів серед жінок (2015). Чемпіонка України 2012 та 2013 років. У складі жіночої збірної України переможниця шахової олімпіади 2022 року, чемпіонка світу 2013 року та чемпіонка Європи 2013 року, срібна призерка шахової олімпіади 2018 року та бронзова призерка шахових олімпіад 2012, 2014 та 2016 років. Починаючи з 2015 року постійно входить у десятку найсильніших шахісток світу.
Уродженка Львова Катерина Лагно у 12 років виконала норматив гросмейстера серед жінок, потрапивши до книги рекордів Гіннеса. Вона — дворазова чемпіонка Європи серед жінок (2005, 2008). У 2018 році стала віці-чемпіонкою світу, також вона триразова чемпіонка світу серед жінок з блискавичних шахів (2010, 2018, 2019) та чемпіонка світу серед жінок зі швидких шахів (2014). Переможниця шахових олімпіад 2006 (у складі збірної України) та 2014 (у складі збірної Росії) років. Починала кар'єру у Львові, у віці 11 років, в 2000 році, переїхала зі Львова до Краматорська, починаючи з липня 2014 року виступає за Росію.
Студентка Львівського національного університету імені Івана Франка Наталія Букса у вересні 2015 року здобула перемогу на чемпіонаті світу зі шахів серед дівчат віком до 20 років, який відбувся в Ханти-Мансійську (Росія). У 2018 році вперше перемогла на чемпіонаті України, вдруге в 2020 році. У 2022 році у складі жіночої збірної України, разом із сестрами Музичук, стала переможницею найпрестижнішого командного змагання — шахової олімпіади.
Багато львівських гросмейстерів виїхало в 90-х роках зі Львова і тепер проживають в інших країнах: Віталій Голод (Ізраїль), Андрій Максименко (Польща), Аркадій Ротштейн, Фелікс Левін та Зоя Лельчук (Німеччина), Йосип Дорфман (Франція), Ірина Челушкіна (Сербія).
Серед інших талановитих міжнародних гросмейстерів молодого покоління: Мирослава Грабінська (Яківчик), Михайло Олексієнко, Мартин Кравців, Юрій Криворучко, Юрій Вовк, Андрій Вовк, Ярослав Жеребух, Катерина Мацейко. Всі вони є вихованцями заслуженого тренера України Володимира Грабінського.